# United Airways
United Airways BD Ltd. (bengalisch ইউনাইটেড এয়ারওয়েজ, im Außenauftritt UBD, für United Airways Bangladesh) war eine bangladeschische Fluggesellschaft mit Sitz in Dhaka und Basis auf dem Flughafen Dhaka.

## Geschichte

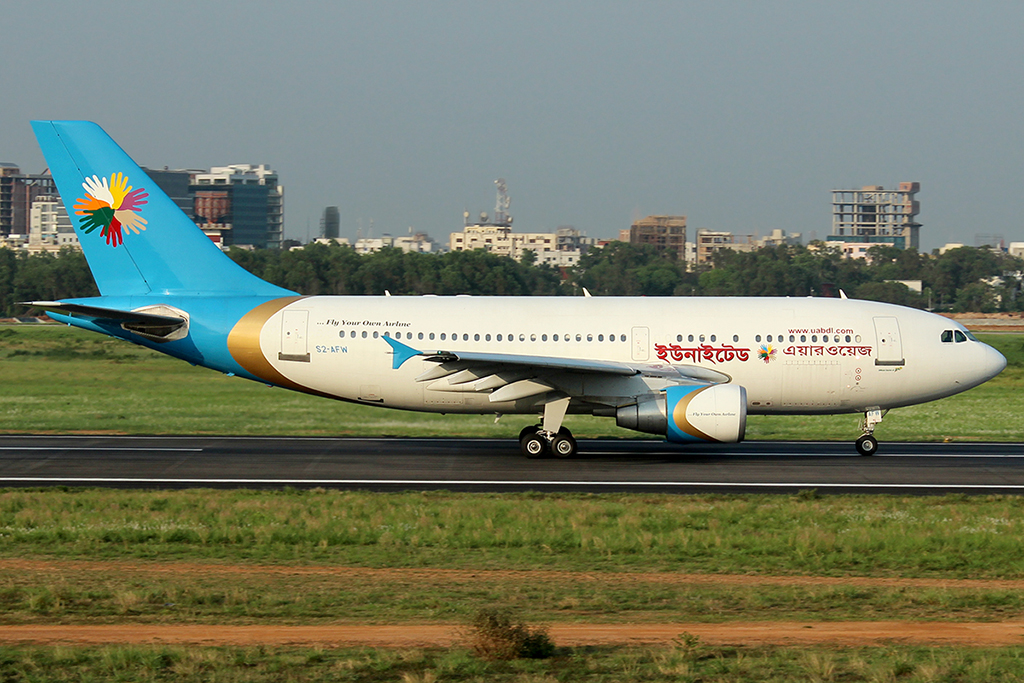
Airbus A310-300 der United Airways

United Airways wurde 2005 gegründet und nahm 2007 den Betrieb zwischen Dhaka und Sylhet mit einer von Island Air gekaufte De Havilland DHC-8-100 auf.
Noch 2007 erfolgte eine Aufforderung der US-amerikanischen United Airlines an United Airways, den Firmennamen aus Gründen der Verwechslungsgefahr zu ändern, der United Airways nicht nachkam. Als United Airways 2009 London als Zielort in ihr Streckennetz aufnahm (2010 wieder eingestellt), entschied 2011 ein britisches Gericht zugunsten von United Airlines, die London ebenso bedient, dass United Airways den Namen in Großbritannien nicht mehr nutzen dürfe. Seither firmiert das Unternehmen als UBD und entfernte den Schriftzug "United Airways" in lateinischem Alphabet von ihren Flugzeugen.
Anfang Juli 2008 wurde eine zweite McDonnell Douglas MD-83 von der im Dezember 2008 in Insolvenz gegangenen britischen Fluggesellschaft Flightline gekauft, unter anderem um ab 2009 den Gastarbeiterverkehr zwischen Bangladesch und Dubai zu bedienen. Von 2009 bis 2010 bot das Unternehmen einen Flug zum Londoner Gatwick Airport von Sylhet über Dhaka via Dubai und Istanbul an.
2012 eröffnete das UBD-Tochterunternehmen TAC Aviation Ltd., welches nach dessen Gründer, dem Piloten Tasbirul Ahmed Choudhury benannt wurde, in Sylhet ein Ausbildungszentrum für Flugpersonal und gründete die Regionalfluggesellschaft TAC Airlines, die ab 2013 Charterflüge für UBD übernahm.
Am 24. September 2014 stellte UBD für drei Tage aus wirtschaftlichen Gründen den Betrieb ein, nachdem die Gesellschaft schon einige Jahre defizitär gewesen war.

## Flugziele
Neben nationalen Destinationen wurden vor allem Ziele in Südostasien und dem Mittleren Osten bedient.

## Flotte

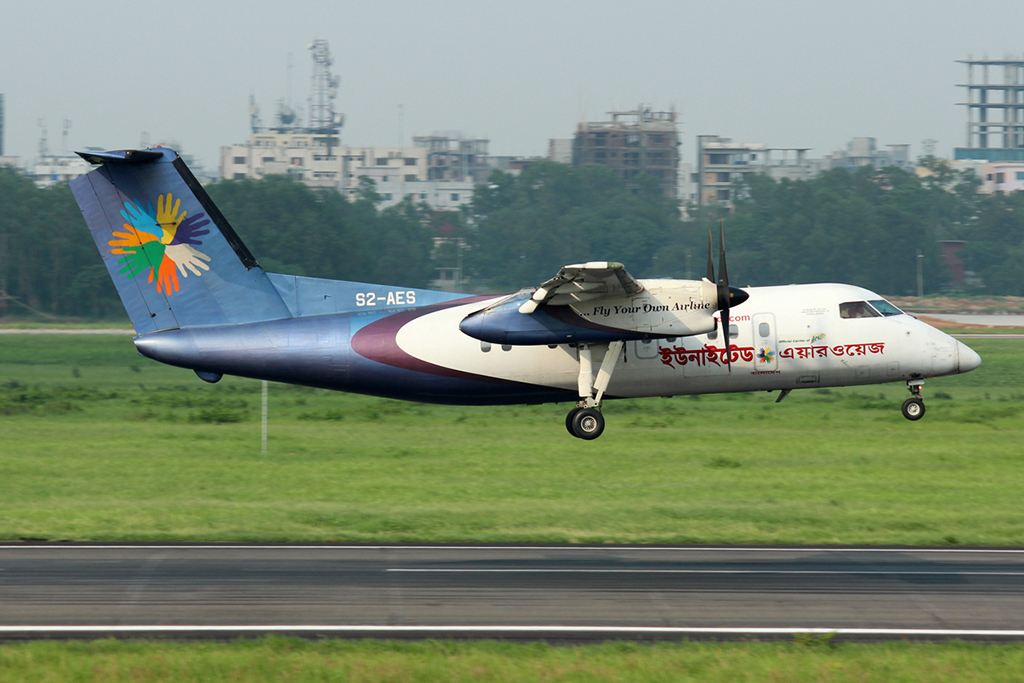
De Havilland DHC-8-100 der United Airways

Die Flotte der United Airways bestand 2016 aus fünf Flugzeugen (alle inaktiv) mit einem Durchschnittsalter von 26,3 Jahren:
| Flugzeugtyp             | Anzahl | bestellt | Anmerkungen | Sitzplätze  |
| ----------------------- | ------ | -------- | ----------- | ----------- |
| Airbus A310-300         | 1      |          | inaktiv     | 250         |
| De Havilland DHC-8-400  |        | 3        |             | - offen -   |
| McDonnell Douglas MD-83 | 4      |          | inaktiv     | 155 161 170 |
| Gesamt                  | 5      | 3        |             |             |

In der Vergangenheit wurden auch Flugzeuge der Typen De Havilland DHC-8-100 und ATR 72-200 eingesetzt.